# Stephan Bodzin
Stephan Bodzin est un DJ et producteur de musique électronique allemand né le 4 août 1969 à Brême.

## Biographie
Bien que producteur depuis 1995, Stephan Bodzin est pendant longtemps resté dans l'ombre, créant des musiques pour des grands théâtres ou en tant que coproducteur, participant à l'avènement de nombreux artistes. Ses premiers morceaux reconnus hors initiés sont ceux qu'il a composés notamment avec Thomas Schumacher (musicien) (de), Oliver Huntemann (en) et Marc Romboy dans les années 2005-2006.
Fin 2006, il crée le label Herzblut qui lui permet de lancer sa carrière solo. En effet, en septembre de cette année il sort son premier morceau avec ce label : Kerosene. S'ensuit la création de son premier album. En mars 2007, Stephan Bodzin sort le single Liebe Ist ; et un mois plus tard, l'album du même nom.
Au départ, Stephan Bodzin était plutôt un artiste de studio, mais depuis ces années 2006-2007, sa carrière solo l'a amené à se produire en live, et il dit ne plus pouvoir vivre sans. C'est pourquoi il fait désormais le tour du monde, jouant au D-Edge à São Paulo ou à l'I Love Techno à Gand, en passant par Montréal, Tokyo et Melbourne.

## Musique
Stephan Bodzin mixe en grande partie de la techno minimaliste et même allant à la progressive, mouvement dont il devient un grand représentant. Ses créations comportent parfois des passages planants approchant la neotrance.

### Discographie

#### Albums studio
| Nom           | Label               | Date |
| ------------- | ------------------- | ---- |
| Liebe Ist...  | Herzblut Recordings | 2007 |
| Powers Of Ten | Herzblut Recordings | 2015 |
| Boavista      | Herzblut Recordings | 2021 |